# Chroococcidiopsis kashayi
Chroococcidiopsis kashayi — вид прісноводних ціанобактерій родини Chroococcidiopsidaceae.

## Поширення
Типове місцезнаходження — Ізраїль.